# Hein Bredendiek
Hein Bredendiek (eigentlich Karl-Heinz Bredendiek; * 18. September 1906 in Jever; † 24. April 2001 in Oldenburg (Oldb)) war ein deutscher Kunsterzieher, Maler und niederdeutscher Schriftsteller.

## Leben
Hein Bredendiek war der Sohn eines Lehrers in Jever. Nach dem Abitur am Mariengymnasium Jever, wo Georg von der Vring seine Begabung erkannte und ihn förderte, studierte er ab 1926 in Berlin an der Staatlichen Kunsthochschule Kunstpädagogik, Kunstgeschichte und Philosophie. Nach einer Referendar- und Assessorenzeit in Altona, Plön, Reinbek und Flensburg ging er 1935 als Dozent an die Hochschule für Lehrerbildung in Cottbus. Zum 1. Mai 1933 trat er in die NSDAP ein (Mitgliedsnummer 3.138.278) und schloss sich im selben Jahr auch der SA an. Von 1940 bis 1945 leistete er Kriegsdienst bei der Marine. Danach wurde er als Dozent an die Pädagogische Hochschule Oldenburg berufen. Ab 1949 war er als Studienrat in Jever tätig und von 1952 bis 1972 in gleicher Funktion an zwei Gymnasien in Oldenburg (Oldb.), dort zuletzt als Studiendirektor.
Die besonderen Leistungen Bredendieks liegen in seinem Werk als Maler von Gemälden, Aquarellen und Zeichnungen, dem Existentialismus angenähert. Bis in seine letzten Lebensjahre gab es in Oldenburg und Jever Ausstellungen. Eine größere Wirkung entfaltete er jedoch mit seinen niederdeutschen Schriften, mit Büchern, Erzählungen und Rundfunksendungen im oldenburgisch-ostfriesischen Platt. Über 25 Jahre war er der „Baas“ (Vorsitzende) des Ollnborger Schrieverkring, einer Vereinigung niederdeutsch schreibender Schriftstellerinnen und Schriftsteller im Heimatbund für niederdeutsche Kultur De Spieker.

## Auszeichnungen
Hein Bredendiek erhielt für seine Verdienste um die Heimatpflege und um die niederdeutsche Sprache mehrere Auszeichnungen, darunter 1959 den Freudenthal-Preis für niederdeutsche Lyrik, 1971 die Ehrengabe der Oldenburg-Stiftung, 1981 den Niedersächsischen Verdienstorden I. Klasse und 1986 das Große Stadtsiegel der Stadt Oldenburg. 1986 wurde er Ehrenbürger der Stadt Jever. 2007 benannte die Stadt Oldenburg, 2008 die Stadt Jever und 2014 die Gemeinde Edewecht in der Ortschaft Friedrichsfehn eine Straße nach ihm.

## Werke
- De ol Klock – 500 Jahre Marienglocke Jever – 1461–1961. Jeverländischer Altertums und Heimatverein (Hrsg.), Jever 1961 (unter dem Namen Karl-Heinz Bredendiek).
- Kreihensiel. Verlag Mettcker & Söhne, Jever 1972.
- Ut Barlach sien Warkstääd. En Versöök, to enkelt Figuren ut dat plastisch Wark van Ernst Barlach en Weg to wiesen. 18 plattdeutsche Bilderbetrachtungen mit den beigefügten Fotos. Verlag der Fehrsgilde, Hamburg-Wellingsbüttel 1973, ISBN 3-87849-006-2
- Nöhlmann un anner Lü. Monolog, Kortgeschicht, Vertellen. Verlag Mettcker & Söhne, Jever 1976.
- 4-Minüten-Brenners. Ostendorp, Rhauderfehn 1976.
- Thulstedt. Monolog, Kortgeschicht, Vertellen. Verlag Mettcker & Söhne, Jever 1979.
- Tanker up Schiet: Een Speel för Kinner van acht bit tachentig. Gedichte Erhard Brücherts in Oldenburger Platt übertragen von Hein Bredendiek. Mahnke, Verden 1979.
- Gang na güstern. Een Vertelln. Verlag Mettcker & Söhne, Jever 1981.
- De Spegel. Verlag Mettcker & Söhne, Jever 1984.
- Frieslandschaften. Ölbilder, Aquarelle, Zeichnungen. Kataloge und Schriften des Schloßmuseums Jever, Nr. 4, Verlag Mettcker & Söhne, Jever 1991 (Hrsg. Hein Bredendiek, Schloßmuseum Jever; Redaktion Uwe Meiners)
- Summa summarum, ein Lebensbericht (Hrsg. Hans Friedl, Ursula Maria Schute, mit vollständigem Werk- und Ausstellungsverzeichnis). Veröffentlichungen der Oldenburgischen Landschaft, Nr. 3. Isensee, Oldenburg 1998, ISBN 3-89598-489-2

## Hörspiele
- 1960: Bott för de Doden – Regie: Hans Tügel
- 1963: Spöök vun güstern – Regie: Hans Tügel
- 1966: Palmarum Sössteihn – Regie: Curt Timm
- 1968: De Toorn – Regie: Hans Tügel
- 1969: Dat Wulkenhus – Regie: Rudolf Beiswanger
- 1971: Fenna Onnen – Regie: Jochen Schenck
- Datum unbekannt: Een Deern vun veertig – Regie: Friedrich Schütter